# Falaki Shirvani
Falaki Shirvani (en persa: فلکی شروانی‎: 1107-1155), comúnmente conocido como Falaki Shirvani (فلکی شروانی) fue un poeta persona que sirvió en la corte de Shirvanshah Manuchihr III (r. 1120-después de 1160). Alumno del poeta Khaqani, se sabe que Falaki fue el autor de un divan persa (colección de poemas), del cual han sobrevivido 1512 versos. Desempeñó un papel destacado en el desarrollo temprano de la habsiyat (poesía de la prisión), un género de la literatura persa.
Como otros poetas de su tiempo, Falaki fue encarcelado debido a la difamación difundida por sus rivales. Se ha supuesto que Falaki murió poco después de su liberación, como resultado del estrés que había soportado allí.

## Biografía
De ascendencia persa, Falaki Shirvani nació en 1107, en la ciudad de Shamaji en Shirván, una región que ahora se encuentra en el actual Azerbaiyán. La ciudad sirvió como capital de los gobernantes de Shirvan, los Shirvanshahs. En su obra, Falaki se llama a sí mismo «Muhammad Falaki», pero algunas tadhkirahs (colección de biografías) se refieren a él con otros nombres, como Abu'l-Nizam Jalalu'd-Din, Afsahu'd-Din, Najmu 'd-Din, o Mu'ayyidu'd-Din Uthman. «Falaki» era su seudónimo, su verdadero nombre era Muhammad. Debido al significado anterior de «astrónomo» y al poeta Khaqani mencionando que Falaki era «consciente de los misterios de las nueve esferas», se podría suponer que Falaki era un astrónomo profesional. Sin embargo, esto también podría haber sido un juego de palabras de Khaqani. Falaki fue alumno de Khaqani, a pesar de ser mayor.
Según una historia relatada por biógrafos posteriores como Dawlatshah Samarqandi, tanto Falaki como Khaqani fueron estudiantes del poeta Abu'l-Ala Ganjavi. Khaqani se casó con la hija de Abu'l-Ala Ganjavi, mientras que Falaki recibió 20.000 dirhams, que lo defraudaron. Abu'l-Ala Ganjavi le dijo a Falaki que con ese dinero podría comprar cincuenta doncellas turcas extremadamente más hermosas que la nueva esposa de Khaqani. La iranóloga Anna Livia Beelaert no considera que esta historia sea real, argumentando que ninguna parte de ella se menciona en los escritos de Khaqani, que menciona tanto a Falaki como a Abu'l-Ala Ganjavi. Falaki tenía una esposa que murió poco después de dar a luz a su hija. Sus parientes restantes (a excepción de su hija) también murieron. Al igual que Khaqani y Abu'l-Ala Ganjavi, Falaki sirvió como poeta de la corte de Shirvanshah Manuchihr III (r. 1120 – después de 1160).
Como otros poetas de su tiempo (Khaqani, Mujir al-Din Baylaqani y probablemente Abu'l-Ala Ganjavi), Falaki fue encarcelado debido a la difamación difundida por sus rivales. Su encarcelamiento tuvo lugar en la fortaleza de Shabaran, donde permaneció algún tiempo. Después de ser liberado, Falaki escribió una oda en la que afirmaba que su confinamiento casi lo había matado y lo había dejado como un «simple esqueleto». No está claro si a Falaki se le permitió regresar a la corte real o no. El erudito indio Hadi Hasan, al señalar que Khaqani informó que la muerte de Falaki era «prematura», consideró más plausible que Falaki muriera pronto como resultado del estrés que había soportado durante su encarcelamiento.
La muerte de Manuchihr III no se menciona en los escritos de Falaki, lo que indica que Falaki murió antes que él. Basándose en esto, la sugerencia de autores como Taqi Kashi de que Falaki murió en 1181/82 ha sido descartada por el historiador Francois de Blois. Hadi Hasan supuso que Falaki murió en c. 1155
 en Shirván.Según Taqi Kashi, Falaki fue enterrado en Shamakhi. Khaqani le dedicó un elogio fúnebre.

## Obras

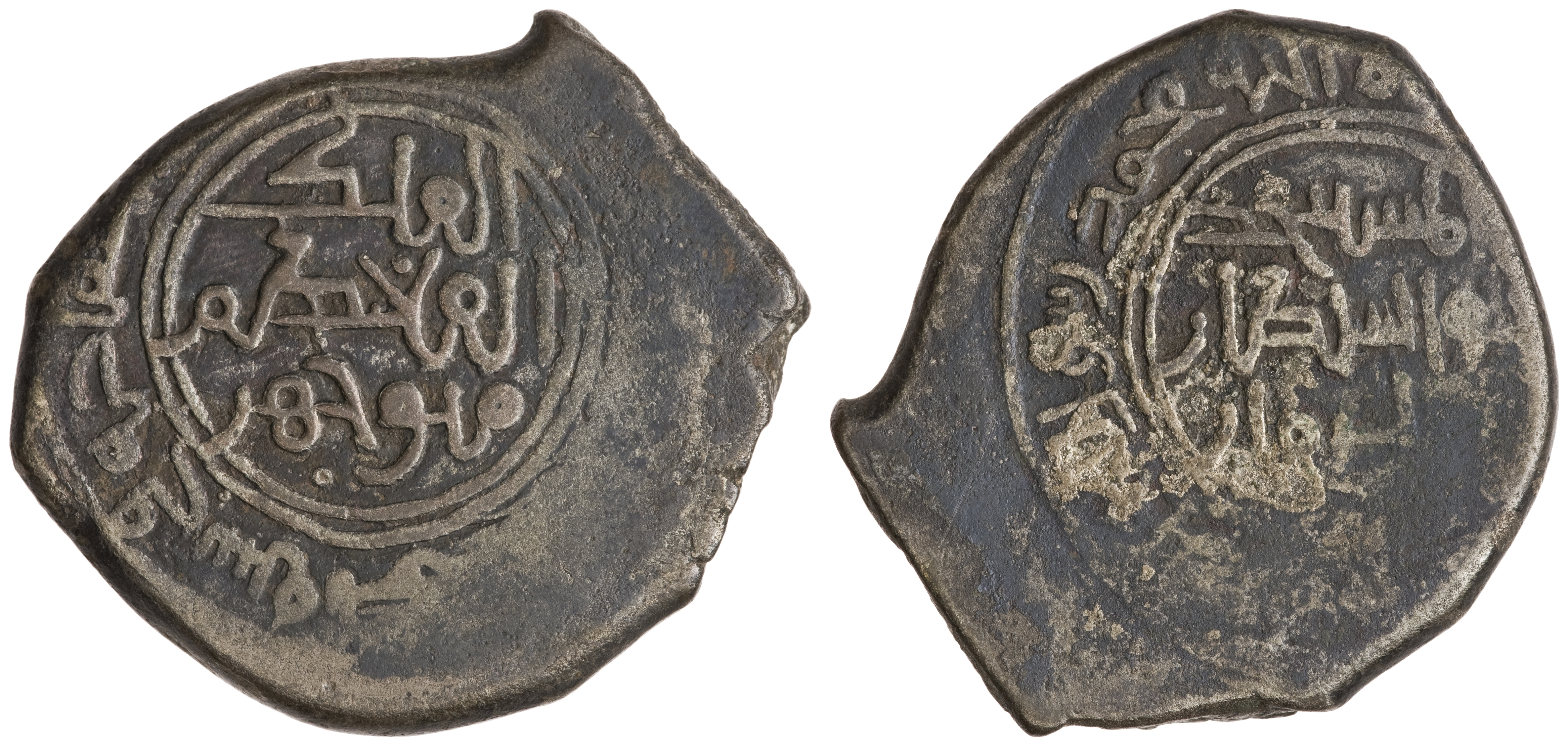
Moneda de Shirvanshah Manuchihr III, acuñada en Shamakhi entre 1120 y 1160

Se sabe que Falaki fue autor de un divan persa (colección de poemas), del cual han sobrevivido 1512 versos. En 1929, Hadi Hasan publicó su colección de poemas de Falaki, que había recopilado de una antología en Múnich y poesía a la que se hace referencia en otras obras. En 1958, publicó una versión actualizada, basada en poemas recién encontrados en un manuscrito de Madrás y una versión revisada de su colección anterior. El único gobernante que aparece en la obra de Falaki es Manuchihr III, a quien Falaki describe en varios escenarios, como su victoria contra los alanos y los «jázaros» (kipchaks); cómo se apoderó de partes de Arrán; cómo hizo construir las ciudades de Kardinan y Sa'dun; y cómo restauró la presa de Bakilani.
Falaki es el primer compositor Shirvani conocido del género habsiyat (poesía de la prisión), y también desempeñó un papel en su desarrollo inicial. Hay tres palabras importantes en el género, gham (tristeza), mihnat (aflicción) y ranj (sufrimiento). Estas palabras comenzaron a diferenciarse unas de otras en las primeras etapas del desarrollo del género. Gham comunica una resignación sombría. Mihnat transmite una injusticia duradera que está conectada a un estado universal. Los poetas en Shirvan comenzaron a usar la palabra mihnat para transmitir el mismo cansancio físico que su equivalente ranj . Este léxico fue ensamblado por primera vez por Falaki:

Me ahogo en tal aflicción [mihnat],
que no me importa [gham] este sufrimiento interminable [ranj].

El género de la poesía carcelaria fue creado por un poeta persa bajo los Gaznévides, Masud Sa'd Salman, de quien Falaki afirmó estar por debajo de él en términos de estilo. Falaki mostró angustia de la influencia, tratando de hacer que los logros de Masud Sa'd Salman parecieran menos importantes, al mismo tiempo que usaba el género característico de este último. La historiadora Rebecca Gould considera que el impacto de Falaki en la poesía carcelaria palidece en comparación con el de Masud Sa'd Salman, pero sostiene que aún jugó un papel importante en el género, contribuyendo a su transmisión geográfica e intergeneracional.
Falaki se consideraba a sí mismo al mismo nivel que Abu Nuwas (fallecido en 810) y Abu Tammam (fallecido en 846). El orientalista checo Jan Rypka consideró «extraño» que Falaki no pensara en ningún poeta contemporáneo que mereciera mención. Tanto Salman Savaji (fallecido en 1376) como fa (fallecido en 1425/26) son sabidos de haber copiado el estilo de poesía de Falaki, aunque el primero nunca lo admitió. Según Gould, las obras de Falaki, Khaqani, Abu'l-Ala Ganjavi y Mujir al-Din Baylaqani respaldan plenamente la afirmación de los académicos de que el Persianato del Cáucaso desarrolló una tradición literaria distintiva comparable a la de Bujará, Corasmia, y Jorasán.

## Lectura adicional
- Lornejad, Siavash; Doostzadeh, Ali (2012).  Arakelova, Victoria; Asatrian, Garnik, eds. On the modern politicization of the Persian poet Nezami Ganjavi. Caucasian Centre for Iranian Studies. Archivado desde el original el 14 de septiembre de 2022. Consultado el 13 de abril de 2023.
- Minorsky, Vladimir (1958). A History of Sharvān and Darband in the 10th-11th Centuries. W. Heffer & Sons, Ltd.

- Datos: Q3652466
- Multimedia: Falaki Shirvani / Q3652466